# Léon Bonvin
Pour les articles homonymes, voir Bonvin.
Charles Léon Bonvin, né le 28 février 1834 à Vaugirard (ancienne commune de la Seine, aujourd'hui un quartier de Paris) et mort le 30 janvier 1866 à Meudon (Seine-et-Oise), est un peintre, dessinateur et aquarelliste français,.
Il est le demi-frère du peintre François Bonvin (1817-1887).

## Biographie
Le cabaret de son père, François Joseph Eustache Bonvin (1786-1862), et de sa mère, née Reine Adélaïde Beurrier (1789-1876), où il grandit, était un bâtiment composé d'une partie centrale et de deux annexes inégales dont le rez-de-chaussée comportait trois pièces, au-dessus desquelles se trouvaient deux ou trois chambres. Cette construction, assez haute pour que les carriers et les maraîchers des environs puissent la remarquer, avait pour enseigne « À bon vin point d'enseigne ». Le cabaret était entouré, à l'extérieur, de quelques tonnelles bordées de haies d'épines, qui inspirèrent Léon Bonvin et furent le sujet de plusieurs de ses aquarelles.
Lorsque son père, qui était un homme sévère et rigide, meurt, François Bonvin, demi frère de Léon Bonvin, fait ce qu'il peut pour le décider à vendre l'établissement, persuadé qu'il ne pourra faire prospérer l'affaire. Mais Léon Bonvin préfère alors se marier, le 6 septembre 1860 à la mairie du 15e arrondissement de Paris avec Constance Félicité Gaudon et, avec elle, poursuivre l'activité. Ainsi que le racontera Paul Roche en 1887, « il servait les maçons lorsqu'ils avaient soif et renvoyait les ivrognes quand on se battait ».
L'aquarelliste Frédéric Henriet (1826-1918), dans ses souvenirs, publiés en 1891, raconte qu'un jour, accompagné par ses amis Henri Léon Loire (1821-1898) et Hippolyte Noël (1828-1894), il musardait dans les environs de Vaugirard, lorsque, le ventre vide, il aperçut, au milieu d'une plaine de luzerne le petit cabaret du père de Léon Bonvin. Attablé, il entendit le son mélancolique d'un orgue harmonium qui l'impressionnèrent. « C'est Léon Bonvin que vous entendez-là, le frère du peintre. Il est né musicien et s'est formé tout seul, […] mais vous n'êtes pas au bout de vos étonnements », lui dit Hippolyte Noël qui appela alors Léon Bonvin et lui demanda de montrer ses aquarelles. Ne se lassant pas de les feuilleter, Frédéric Henriet regardait là des fusains, de minutieuses aquarelles : « Je ne me lassais pas de feuilleter le carton ; c'était tantôt un arbre découpé avec la précision d'une silhouette sur un ciel d'un bleu profond ; tantôt un chardon, un bouillon blanc étudié avec la précision d'un botaniste ; tantôt une tendre fleurette émergeant, toute fraîche et odorante, de son lit de mousses et de graminées ; tantôt quelques objets de ménage empruntés au vulgaire mobilier du cabaret ; toujours des choses vues, longtemps regardées, prises dans l'étroit rayon de sa vie de tous les jours. Tout cela avait l'intimité d'une confidence ; on y sentait l'effort solitaire, concentré, d'une âme contemplative ».
Se consacrant à la peinture, il recrute alors un garçon de cave aux appointements de deux francs par jour, mais les échéances se succèdent et la caisse du ménage est vide. Il démarche des galeristes parisiens de la rue Laffitte et de la rue du Bac, mais, n'ayant aucune notoriété, les marchands boudent ses aquarelles et, après en avoir acheté quelques-unes, n'en veulent plus du tout.
« Léon Bonvin se sentit bientôt acculé, anéanti, perdu. Ajoutez, à toutes ces amertumes, des chagrins domestiques, les souffrances d'une nature supérieure à son milieu, les heurts d'une âme rêveuse aux prises avec les réalités brutales de la vie, et vous entreverrez avec effroi le lugubre dénouement qui termina ces luttes sourdes et ces longues angoisses. »
Des maraîchers qui portaient des légumes aux halles de Paris découvrent, au matin du 3 février 1866, le cadavre de Léon Bonvin qui se balançait à la branche d'un arbre. Il avait quitté sa maison le 29 janvier.
Dans La Rue, Jules Vallès évoque Léon Bonvin.
Pierre Véron, dans Le Monde illustré du 17 février 1866, évoque également le souvenir de Léon Bonvin.

## Techniques
À ses débuts, Léon Bonvin dessine au crayon noir et au fusain, puis, progressivement, exécute des aquarelles de grande qualité. Grâce aux sépias et des traits d'encre, il sait patiemment créer des œuvres à la précision photographique. Léon Bonvin regarde ce qui l'entoure, capte la lumière et son intensité, avec un œil comparable à celui de Chardin lorsque celui-ci exécute ses œuvres les plus abouties.

Œuvres de Léon Bonvin
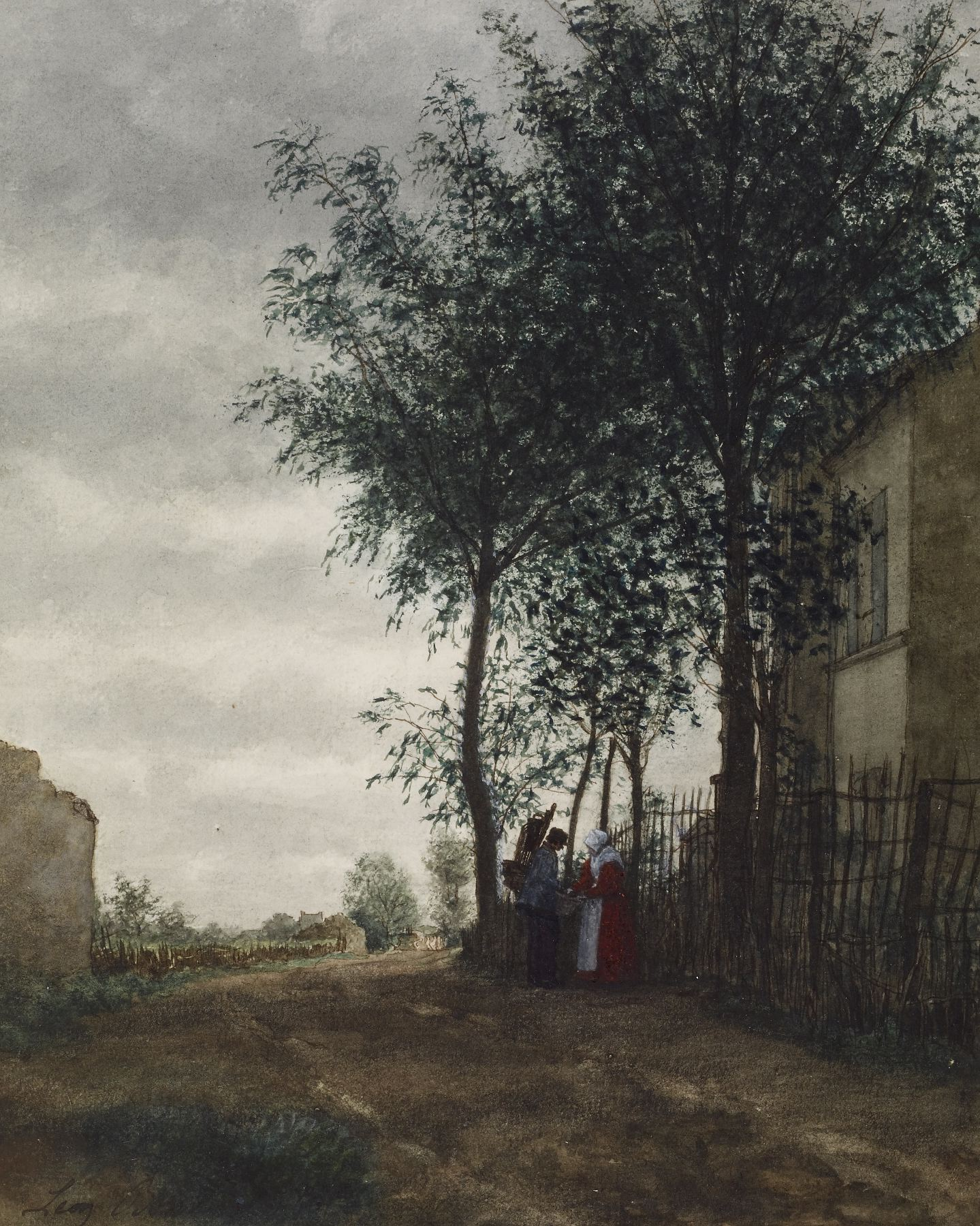
Auberge de campagne (1861), Baltimore, Walters Art Museum.
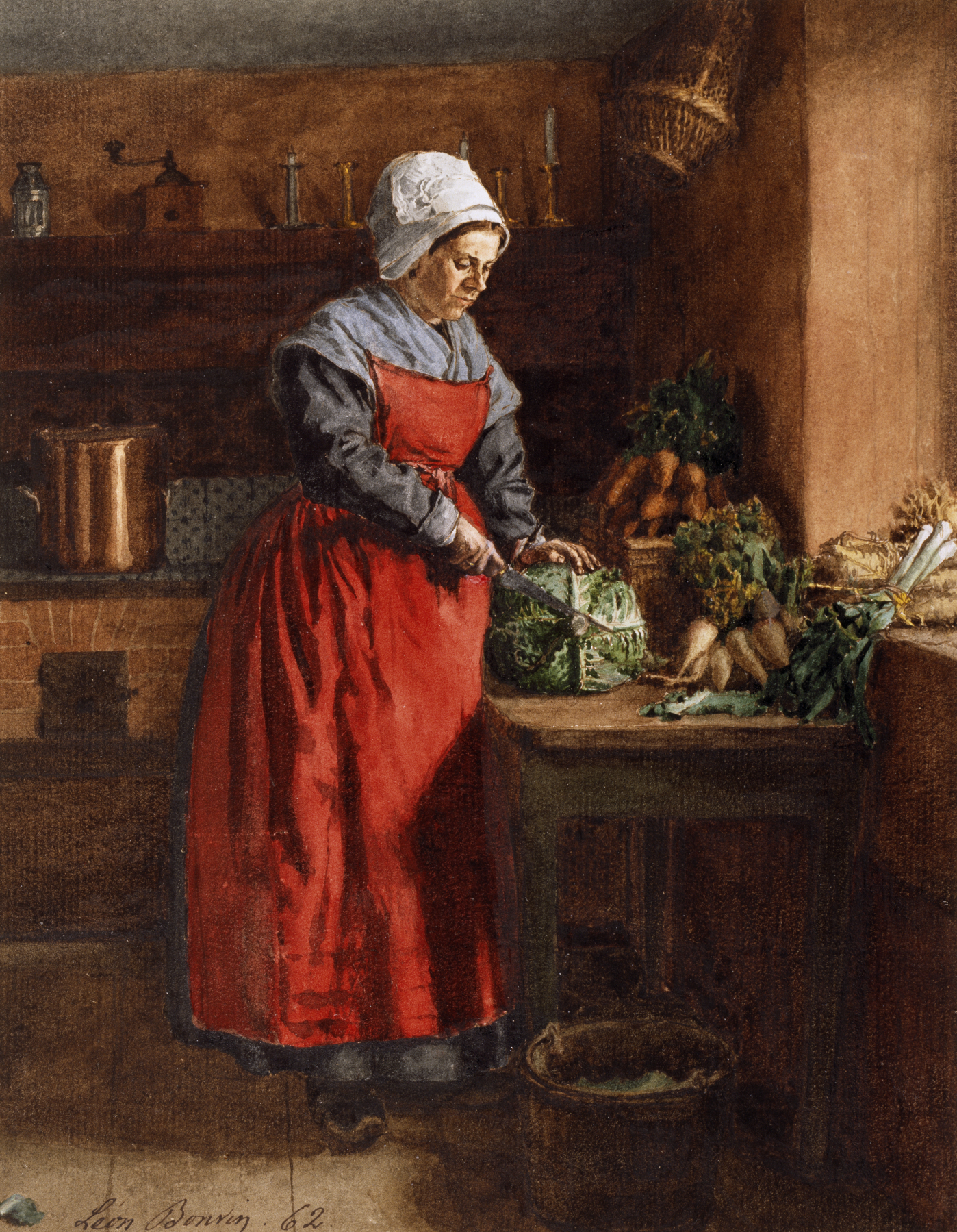
Cuisinière au tablier rouge (1862), Baltimore, Walters Art Museum.
Nature morte au panier de raisins, noix et couteau (1863), Baltimore, Walters Art Museum.
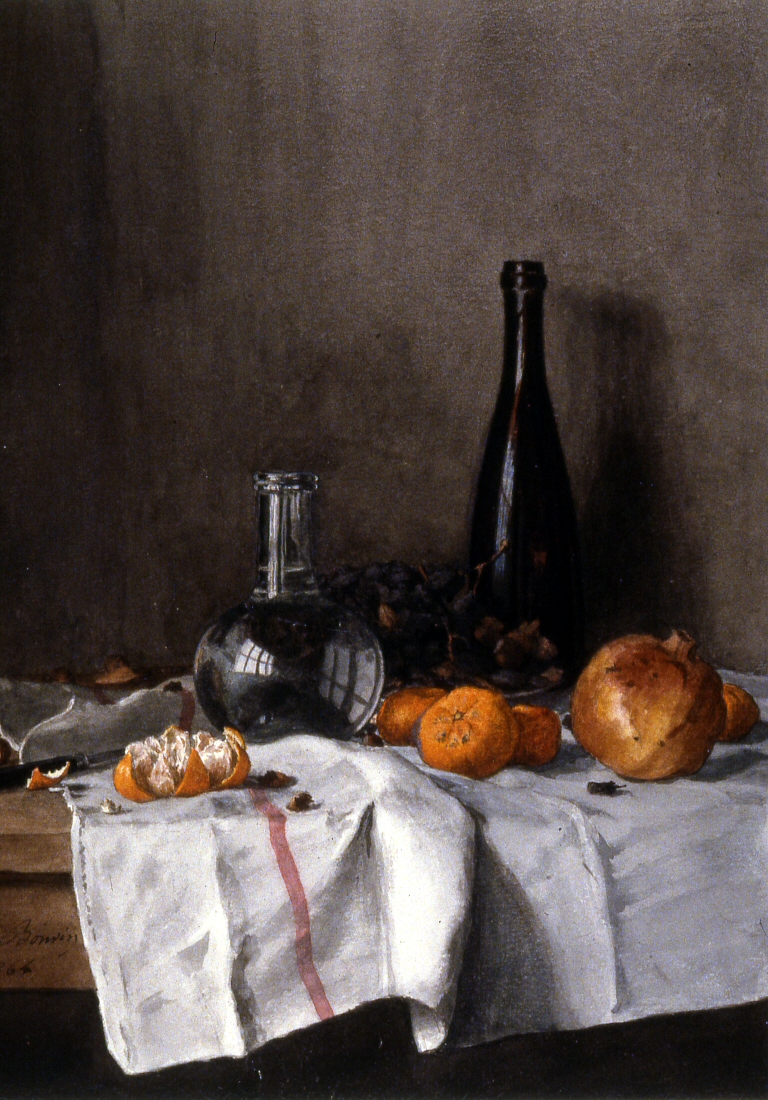
Nature morte avec du vin, de l'eau, des fruits et des noix (1864), Baltimore, Walters Art Museum.
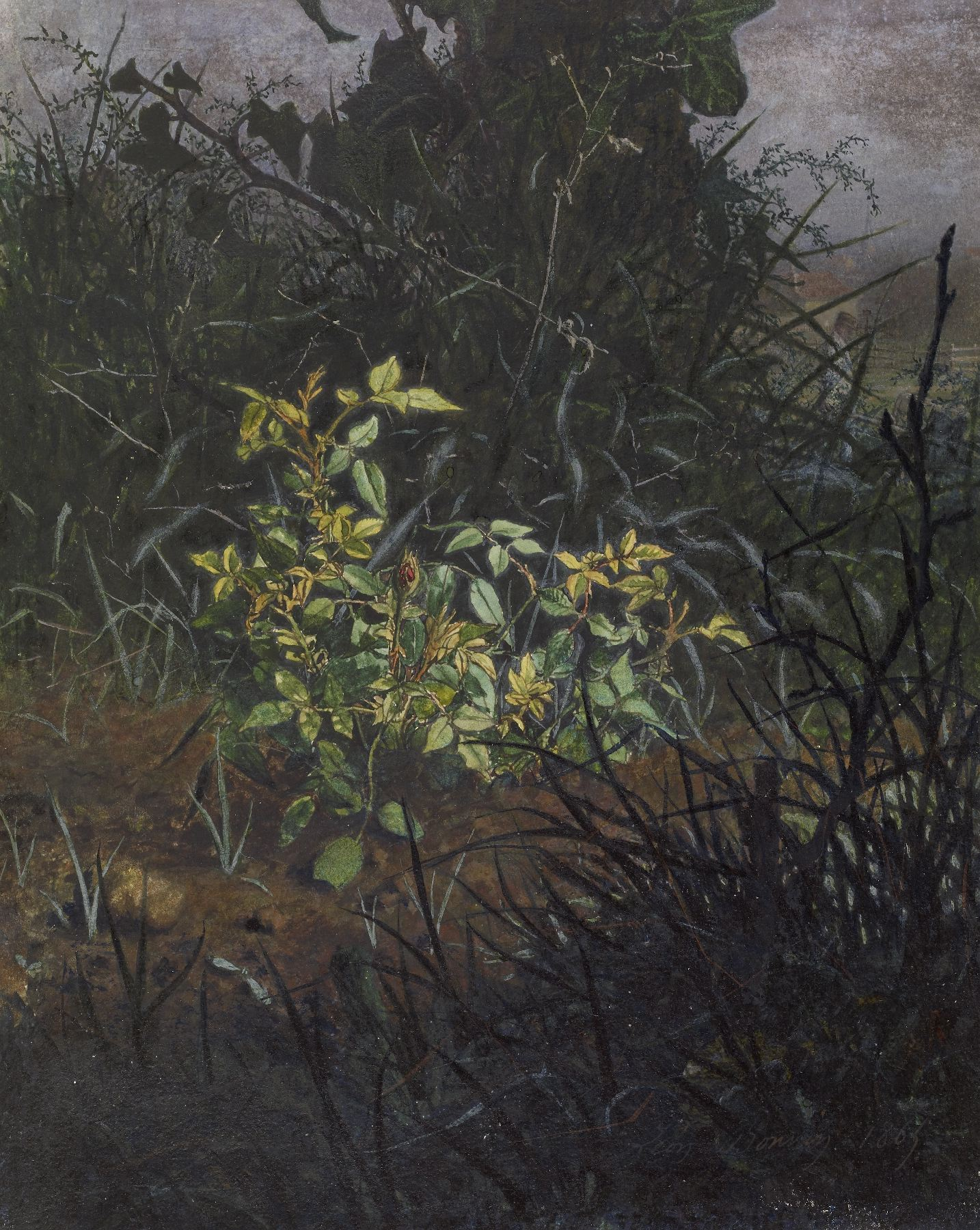
Vue d'un fourré (1865), Baltimore, Walters Art Museum.
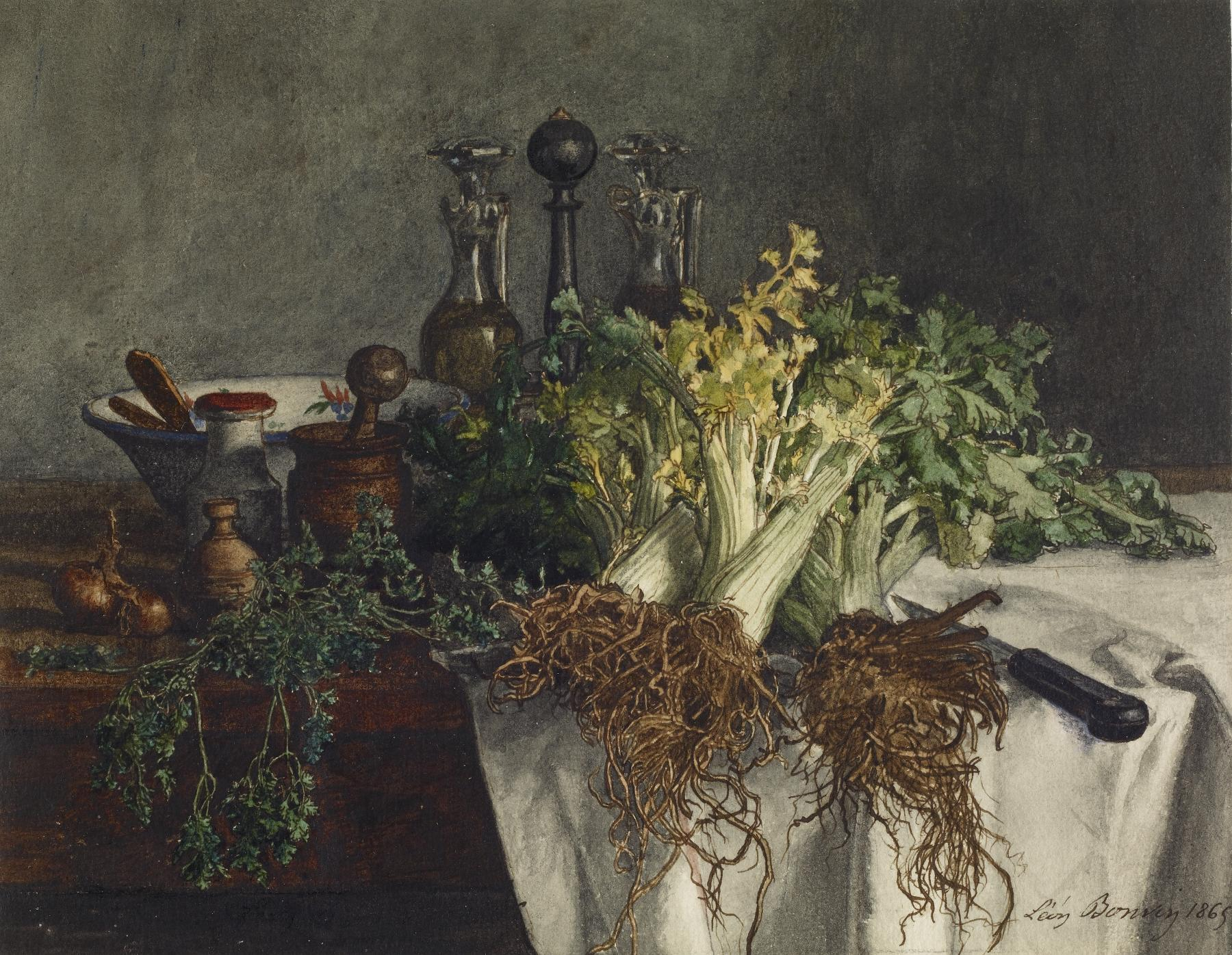
Nature morte sur une table de cuisine avec céleri, persil, bol et croquettes (1865), Baltimore, Walters Art Museum.

## Postérité de l'œuvre
Léon Bonvin n'était pas connu et ne fit rien pour l'être, il ne tenta jamais d'exposer au Salon. La vente aux enchères qui eut lieu après sa mort, au profit de sa veuve et de ses enfants, permit de faire connaître son œuvre, ses dessins et aquarelles entrèrent alors dans des collections privées et publiques.
Laissant sa veuve et ses enfants sans ressources, son demi-frère François Bonvin, qui lui portait une affection profonde, organisa une vente aux enchères de ses œuvres le 24 mai 1866 sous le marteau de maître Jules Boussaton. Elle fut un succès immense, les plus grands galeristes et collectionneurs achetant dessins et aquarelles.
Des artistes comme Claude Monet, Henri Fantin-Latour et Johan Barthold Jongkind, parmi tant d'autres, ont fait don de leurs propres œuvres pour cette vente, car « ils devaient être conscients de la qualité de l'art de Léon ou connaissaient son frère François Bonvin. »
L'historien d'art américain Gabriel P. Weisberg, dans son article « Réalisme de Léon Bonvin revisité » paru dans Notes in the History of Art, écrit : « Ce qui a été avancé ici, c'est que d'autres ont reconnu l'intérêt des deux artistes à l'époque, bien que ce soit François qui ait suscité plus de discussions ayant vécu plus longtemps, ayant réalisé des peintures à l'huile, et régulièrement exposé au Salon de Paris ; cependant  les aquarelles de Léon Bonvin captent le sens de l'ineffable avec une délicatesse qui dément les circonstances misérables de sa vie quotidienne. Voir juste quelques-unes de ses aquarelles est envoûtant et obsédant. »
François Bonvin offrit à maître Boussaton, qui était épris d'art et fervent collectionneur, une aquarelle présentant l'intérieur du cabaret. Plus tard, Jules Boussaton s'en offrit une autre, représentant le chêne de Chaville, ainsi qu'une nature morte. Frédéric Henriet, dans ses souvenirs, évoque cette aquarelle : « Je reviens à "L'intérieur de cabaret" dont je parlais il y a un instant. N'eût-il produit que ce petit chef-d'œuvre, Léon Bonvin mériterait qu'on ne l'oubliât pas. C'est un Lenain, par sa pénétrante intimité. C'est un Pierre de Hooghe par la vive et vraie lumière qui flotte et circule dans l'humble logis et met chaque objet absolument à sa place. La mère du peintre, vue de dos, manipule ses litres à son comptoir d'étain. Dans le fond de la pièce, voici l'armoire à linge et l'horloge-coucou près de la porte de l'arrière-salle où devisent trois consommateurs debout. C'est étonnamment vivant, réel et lumineux. On peut dire de cette page exquise, selon le terme à la mode, qu'elle a été vécue. Car c'est là, entre les quatre murs du pauvre cabaret, qu'a grandi, senti et souffert le doux et inoffensif martyr de l'art. Il était tout naturel qu'il se surpassât en le peignant. Grâce à l'exposition de l'école des beaux-arts, voilà le remarquable petit tableau désormais signalé, connu, classé. »
L'historien et critique d'art Léonce Bénédite (1859-1925), dans un article sur François Bonvin, évoque Léon Bonvin en ces termes : « Aujourd'hui, pour son frère [Léon Bonvin], l'oubli a été réparé, mais de même trop tard. Le public, jadis indifférent, admire enfin, dans cette œuvre qui reste comme une des gloires de l'École moderne, les qualités de bonne foi naïve, d'honnêteté naturelle, de virilité saine et, à côté de ce respect profond pour les maîtres qu'il a égalés par son attitude persévérante et son appropriation heureuse de leurs moyens, cet amour profond de la vérité, mais de la vérité vraie, suivant son expression, de la vérité artistique, et non de cette vérité menteuse que plusieurs croient voir dans l'expression prétendue exacte des choses réelles. Observation consciencieuse d'un œil exact, dessin sobre, concis et caractéristique d'une main assurée, colorations chaudes et vigoureuses à l'aise dans une lumière précise et une atmosphère transparente ou fondue dans une pénombre limpide, touche grasse et bien posée, tels sont les caractères de cette peinture d'un maître convaincu, loyal et sans prétention, qui se plaisait comme les vieux maîtres de Hollande à faire péniblement son "métier" de peintre, sans aucune autre préoccupation que celle de bien faire, et dont la seule ambition fut, comme pour eux, d'être appelé "un bon ouvrier".» »

### L'œuvre de Léon Bonvin dans les collections publiques
Le musée du Louvre fit l'acquisition, en 1894, d'un fusain sur papier bistré représentant le père de l'artiste. En 2017, le département des arts graphiques du musée du Louvre conservait 14 œuvres de Léon Bonvin :
- Chambre dans la pénombre éclairée par une porte entrouverte, dessin au crayon noir, estompe et rehauts de blanc sur papier, 12,1 × 9,1 cm, provenant des collections du musée du Luxembourg, répertorié sous la cote RF15257 ;
- Chat couché tourné vers la droite, 1856, dessin au crayon noir et estompe sur papier, signé en bas à gauche L. Bonvin, 6,4 × 10 cm, provenant des collections du musée du Luxembourg, répertorié sous la cote RF15259 ;
- Chien assis, de dos, tourné vers la gauche, près d'un tronc d'arbre, 1855, dessin au crayon noir et estompe sur papier, signé en bas à gauche L. Bonvin, 6 × 9,2 cm, provenant des collections du musée du Luxembourg, répertorié sous la cote RF15258 ;
- Deux profils d'hommes tournés à gauche, dessin au crayon violet sur une feuille de papier paraissant être extraite d'un registre de compte, 36,3 × 24,8 cm, provenant des collections du musée du Luxembourg, répertorié sous la cote RF15273 ;
- Maison avec une barrière à gauche et entourée d'arbres au fond, dessin au crayon noir et estompe sur papier, signé en bas à gauche L. Bonvin, 8 × 12,2 cm, provenant des collections du musée du Luxembourg, répertorié sous la cote RF15261. Ce dessin provient de la collection de Mme L. K., Paris, hôtel Drouot, maître Tual, commissaire-priseur, 14 décembre 1893, lot no 60[17] ;
- Nature morte au pichet en terre cuite et verre sur une table, aquarelle, plume, encre noire et mine de plomb sur papier, annotée à la mine de plomb en bas à gauche « Souvenir de la vente au profit des orphelins de Léon Bonvin », 15,4 × 22,9 cm, provenant des collections du musée du Luxembourg, répertorié sous la cote RF15261 ;
- Paysage nocturne, effet de lune, dessin au crayon noir et estompe sur papier, 10,2 × 16,2 cm, provenant des collections du musée du Luxembourg, répertorié sous la cote RF15256 ;
- Plate-forme de pierre avec une grande roue au milieu d'un terrain nu, 1854, dessin au crayon noir, estompe et fusain sur papier, portant une signature avec une graphie inhabituelle en bas à droite L. Bonvin, 11,7 × 18,7 cm, provenant des collections du musée du Luxembourg, répertorié sous la cote RF15267 ;
- Porte et mur à côté de la maison de Léon Bonvin, vers 1856, dessin au crayon noir, estompe et fusain sur papier, 17,5 × 26,3 cm, provenant des collections du musée du Luxembourg, répertorié sous la cote RF15264 ;
- Portrait du père de l'artiste, vers 1855-1856, dessin au crayon noir sur papier, 22 × 17 cm, achat par l'État en 1893-1894, répertorié sous la cote RF1937. Ce dessin provient de la collection de Mme L. K., Paris, hôtel Drouot, maître Tual, commissaire-priseur, 14 décembre 1893, lot n°59[17] ;
- Un caniche blanc et un chat assis près d'un poêle, vers 1856, dessin au  fusain sur papier, 26,6 × 17,7 cm, provenant des collections du musée du Luxembourg, répertorié sous la cote RF15263 ;
- Un jardin, 1855, dessin au crayon noir et fusain sur papier représentant un homme de dos, au milieu d'une allée, se dirigeant vers un clapier, signé en bas à gauche d'une écriture maladroite, presque enfantine L. Bonvin, 11,2 × 18 cm, provenant des collections du musée du Luxembourg, répertorié sous la cote RF15265. Ce dessin provient de la collection de Mme L. K., Paris, hôtel Drouot, maître Tual, commissaire-priseur, 14 décembre 1893, lot no 61[17] ;
- Une cabane à lapins avec deux lapins, 1856, dessin au crayon noir et estompe sur papier, signé en bas à gauche L. Bonvin, 11,2 × 14,4 cm, provenant des collections du musée du Luxembourg, répertorié sous la cote RF15266 ;
- Une chambre avec la porte ouvrant sur une cour et un chemin, vers 1855-1856, dessin au  fusain sur papier, 25,5 × 16,8 cm, provenant des collections du musée du Luxembourg, répertorié sous la cote RF15262.

Ses aquarelles sont également présentes dans les collections de plusieurs musées américains, notamment à Los Angeles au J. Paul Getty Museum, qui conserve une aquarelle intitulée Paysage à l'arbre nu et au laboureur (1864), au musée des beaux-arts de Houston avec une autre aquarelle Landscape with a Farmhouse and a Peasant Wheeling a Barrow, et à New York au Metropolitan Museum of Art.
Le philanthrope américain William Thompson Walters (1820-1894) légua à son fils Henry Walters (1848-1931) ses collections, et est à l'origine du fonds du Walters Art Museum de Baltimore, qui conserve 56 œuvres de Léon Bonvin, dont Oiseaux branchés dans une prairie de fleurs et chardons (1864), Campanules (1863), Cuisinière portant un tablier rouge (1862), Paysage de campagne avec un homme passant (1863), Pêcheurs près d'une rive bordée d'arbres (1865), Paysage de nuit, une maison en arrière plan (1864), ainsi que de nombreuses natures mortes et une peinture à l'huile, la seule connue de Léon Bonvin. William Thompson Walters réunit ces œuvres dès 1862, la dernière aquarelle dont il fit l'acquisition fut achetée en 1891.

### L'œuvre de Léon Bonvin dans les collections particulières
Alors qu'il connut la misère, ses aquarelles furent, après sa mort, très recherchées et estimées des amateurs et des musées.
Plusieurs collections de grands amateurs comprenant des œuvres de Léon Bonvin firent l'objet de ventes aux enchères, parmi lesquelles :
- à Paris à l'hôtel Drouot, par maître Maurice Delestre, commissaire-priseur, Charles George, expert, le 16 février 1879, dont le catalogue est intitulé Collection de feu Monsieur Laperlier[19], lot no 264, Marguerites des champs dans un verre, aquarelle, 16 × 11 cm ;
- à Paris à l'hôtel Drouot, par maître Boulland, commissaire-priseur, Étienne-François Haro, expert, 15 avril 1882, dont le catalogue est intitulé Aquarelles et dessins de maîtres[20] :
  - lot no 20, Fleurs et paysage, aquarelle signée, 25 × 19 cm ;
  - lot no 21, Fleurs et paysage, sans mention de technique ni du support, œuvre signée, 26 × 20 cm.
- à Paris à l'hôtel Drouot, par maître Paul Chevallier, commissaire-priseur, Charles Mannheim, expert, 1er avril 1891, dont le catalogue est intitulé Objets d'art et d'ameublement[21], lot no 24, Fleurs des champs, aquarelle ;
- à Paris à l'hôtel Drouot, par maître Léon Tual, commissaire-priseur, 14 décembre 1893, vente de la collection de Mme L. K., dont le catalogue est intitulé Catalogue d'aquarelles et dessins modernes[22],[23] :
  - lot no 59, Portrait du père de l'artiste, dessin, 22 × 17 cm ;
  - lot no 60, La maison du père de l'artiste, dessin, 22 × 17 cm ;
  - lot no 61, Le jardin du père de l'artiste, dessin, 22 × 17 cm ;
  - lot no 62,  Branche d'épines, dessin[17].
- à Paris à l'hôtel Drouot, salle no 7, par maître Léon Tual, commissaire-priseur, Eugène Féral, expert, 17 avril 1894, dont le catalogue est intitulé Catalogue de tableaux, aquarelles et dessins par Bonvin, lot n°6, Fleurs dans un verre, aquarelle, 29 × 25 cm, adjugé 90 francs à Morel, demeurant 4, rue Béranger à Paris[24] ;
- à New York, vente W.H. Stewart, 1898, Fleurs des champs, dessin à l'aquarelle, adjugé 1 500 dollars[25] ;
- à Paris à l'hôtel Drouot, salle no 7, par maître Léon Tual, commissaire-priseur, Georges Petit, expert, 5 et 6 juin 1901, dont le catalogue est intitulé Catalogue de tableaux modernes et anciens, dessins et aquarelles […], dépendant de la succession de M. Boussaton, lot no 17, Au cabaret, Meudon, peinture à l'essence, signée en bas à gauche, 20 × 14 cm[26]
- à Paris à l'hôtel Drouot, salle no 11, par maître Paul Lemoine, commissaire-priseur, Paulme et Lasquin, experts, 23 et 24 mars 1914, dont le catalogue est intitulé Catalogue des tableaux modernes, dessins, aquarelles […] par suite du décès de Monsieur M., lot no 2, Vase de fleurettes blanches, aquarelle signée en bas à gauche, 30 × 25,5 cm[27].

Léon Bonvin a été oublié durant longtemps avant que Gabriel P. Weisberg ne s'intéresse à lui. Il est probable que des œuvres ont été vendues aux enchères sans que l'on y attache d'importance.
Plusieurs dessins et aquarelles ont été vendus aux enchères, notamment des dessins au fusain, parmi ceux-ci un fusain représentant la plaine de Vaugirard, adjugé 29 050 € chez Christie's, à Paris, le 5 décembre 2007.
Conservé depuis l'origine dans la famille du peintre, un autoportrait à l'aquarelle de Léon Bonvin a été vendu 20 000 £ lors d'une vente aux enchères sur les maîtres anciens, Old Master & British Drawings, chez Christie's, à Londres, le 5 juillet 2016. Celui-ci porte, vers le bas, une annotation : « Mon portrait dédié à ma femme. 19 janvier 1866. Léon Bonvin » et, au revers, l'inscription « Ce tableau appartient à Mlle Émilie Bonvin, ma nièce, c'est le portrait de son père Léon Bonvin ». L'oeuvre a été acquise par la Fondation Custodia. Également conservée depuis l'origine dans la famille du peintre, une aquarelle, Pot de fleurs, 14 × 12,5 cm, présentée lors d'une vente aux enchères à Montargis, a été vendue 55 800 € frais compris, établissant un record mondial pour une œuvre de Léon Bonvin.
Provenant d'un château du Maine, un dessin au fusain sur papier, mesurant 12,2 × 11 cm, titré Femme à l'ouvrage près d'une fenêtre, a été vendu 32 000 € lors d'une vente aux enchères par maître Daguerre, à Paris, le 20 mars 2018.

### Exposition
- Une exposition monographique sur Léon Bonvin organisée par la Fondation Custodia est prévue du 8 octobre 2022 au 8 janvier 2023.